# بويتشي تيراساوا
بويتشي تيراساوا (باليابانية: 寺沢 武一) مواليد 30 مارس 1955 أساهيكاوا، هو فنان مانغا ياباني. من أشهر أعماله جوكو ميدنايت أي وكوبرا.

## المهنة
في الأيام الأولى من حياته المهنية، في حين كان لا يزال غير معروف، ساهم تيراساوا بقصص مصورة في إحدى المجلات حصلة على إثرها على جائزة، وهو الحدث الذي أدى به إلى التعمق في عالم القصص المصورة. في عام 1976 انتقل إلى طوكيو وبدأ في الدراسة على يد فنان المانغا الشهير أوسامو تيزوكا.

## روابط خارجية
- بويتشي تيراساوا على موقع IMDb (الإنجليزية)
- بويتشي تيراساوا على موقع ألو سيني (الفرنسية)
- بويتشي تيراساوا على موقع ميوزك برينز (الإنجليزية)
- بويتشي تيراساوا على موقع أول موفي (الإنجليزية)
- بويتشي تيراساوا على موقع قاعدة بيانات الفيلم (الإنجليزية)
- بويتشي تيراساوا على موقع كينوبويسك (الروسية)
- بويتشي تيراساوا على موقع ANN person (الإنجليزية)